# 餘熵
餘熵是处于非平衡态的物质与其处于完整晶体状态的物质在温度趋近于绝对零度时熵的差值。这一概念在凝聚体物理学领域主要用来描述玻璃态非晶体及塑性晶体与完整晶体相比在绝对零度时的熵，而完整晶体的熵根据热力学第三定律在绝对零度时为零。当物质冷却时有多种状态时，这一概念会被常常用到。最为常见的非平衡状态为玻璃态。
一个较为常见的例子是一氧化碳，其分子有非常小的电偶极矩。当一氧化碳晶体被冷却至接近绝对零度时，极少数的一氧化碳分子会有足够时间按照完整晶体形态排列（所有分子的排列方向一致）。这样整个晶体内部就有{\displaystyle 2^{N}}种不同的微观状态，可以得出此时的熵{\displaystyle S=Nk\ln(2)}。
另一个例子是玻璃态非晶体，它们通常会由于在微观有相当多种原子排列结构而有余熵。

## 历史
美国化学家莱纳斯·鲍林是第一个以余熵这一概念来描述水所结成冰块的人，特别是六方晶系的冰。在水状态下，每一个氧原子与两个氢原子结合在一起。但是当水结成冰时则会变成四方结构，每一个氧原子周围会有四个氢原子（因为周围会有相邻的水分子）。氧原子周围的氢原子也有一定范围的自由活动空间，只要每一个氧原子“附近”保持有两个氢原子，那么就仍然保持有其传统的水分子构成H2O。但事实证明，在这类有大量水分子的情况下，氢原子很有可能会遵循一种两进两出的原则（每一个氧原子必须有两个氢原子在其“附近”，另外两个氢原子距其较“远”）。氢原子的这种自由活动只存在于绝对零度下，因此以前也被视为绝无仅有的一种情况。存在有多种这样的匹配情况来满足绝对零度时的无序性，换言之，即满足绝对零度时的熵。
水所结成的冰是第一个用來說明余熵概念的例子，然而一般情况下很難提取纯净且毫无缺陷的冰晶来进行研究。因此有大量研究都试图通过其他热力学系统来表现出余熵的存在，这其中又以几何不稳定系统的效果最为理想，自旋冰系统就是一个重要的范例，自旋冰是一種几何不稳定的磁性材料，其磁性原子的磁矩有類似易辛模型的磁自旋，而在共角四面體的四個頂點上。自旋冰類似冰，但四個頂點的自旋可以指向四面體或是遠離四面體，因此會有類似冰的
「两进两出」原则，也會有類似的余熵。几何不稳定的磁性材料（像自旋冰）其余熵的量可以用外加磁場來控制，可以製作one-shot冷凍系統。